# 茨城県道・栃木県道212号赤沢茂木線

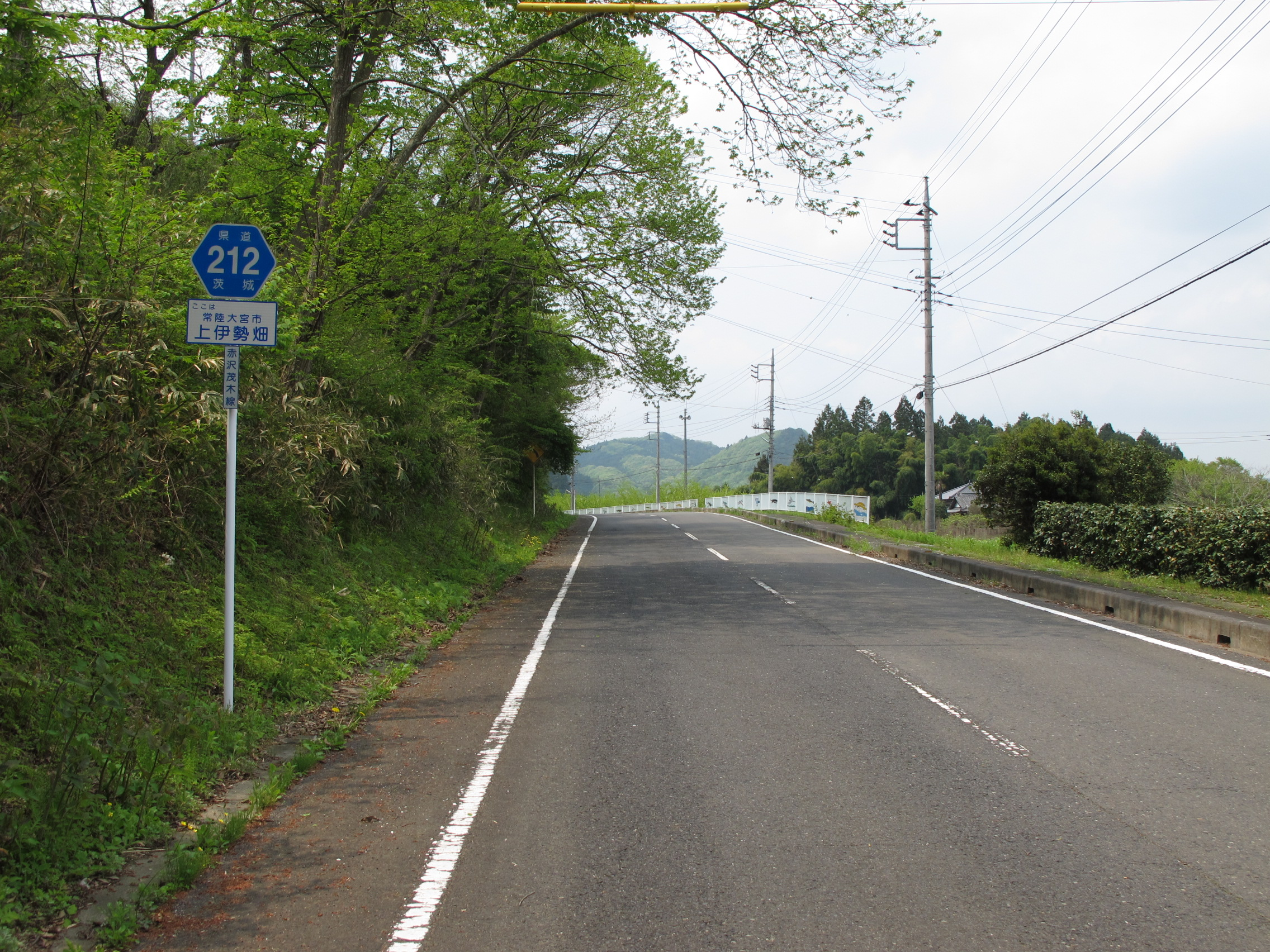
茨城県道212号赤沢茂木線
常陸大宮市上伊勢畑（2012年5月）

茨城県道・栃木県道212号赤沢茂木線（いばらきけんどう・とちぎけんどう212ごう あかさわもてぎせん）は、茨城県東茨城郡城里町から栃木県芳賀郡茂木町に至る一般県道である。

## 概要
- 起点：茨城県東茨城郡城里町御前山（国道123号交点）[1]
- 終点：栃木県芳賀郡茂木町飯野（国道123号交点）
- 総延長：*.* km（茨城県区間：8.744 km[2]、栃木県区間：*.* km）
- 重用延長：*.* km（茨城県区間：0.944 km[2]、栃木県区間：*.* km）
- 未供用延長：なし（茨城県区間：0.0 km[2]、栃木県区間：*.* km）
- 実延長：*.* km（茨城県区間：7.800 km[2]、栃木県区間：*.* km）
- 自動車交通不能区間延長[注釈 1]：*.* km（茨城県区間：0.0 km[2]、栃木県区間：*.* km）

## 歴史
1959年（昭和34年）10月14日、新たな県道として茨城県東茨城郡桂村大字赤沢を起点とし、栃木県芳賀郡茂木町を終点とする区間を本路線とする県道赤沢茂木線として茨城県が県道路線認定した。
1995年（平成7年）に整理番号212となり現在に至る。

### 年表
- 1959年（昭和34年）10月14日
  - 茨城県区間において現在の路線が県道赤沢茂木線（図面対照番号155）として路線認定される[3]。
  - 茨城県内の道路の区域は、東茨城郡桂村大字赤沢の主要地方道水戸烏山線[注釈 2]分岐から県界東茨城郡御前山村大字上伊勢畑までと決定された[1]。
- 1959年（昭和36年）4月1日：栃木県区間において現在の路線が県道赤沢茂木線として路線認定される。
- 1995年（平成7年）3月30日：茨城県区間において、整理番号213から現在の番号（整理番号212）に変更される[4]。
- 2006年（平成18年）11月16日：常陸大宮市下伊勢畑地内でバイパス（840 m）を新設する道路区域が決定[5]。

## 路線状況

### 重複区間
- 茨城県道39号笠間緒川線（常陸大宮市下伊勢畑地内：約0.6 km）

## 地理

### 通過する自治体
- 茨城県
  - 東茨城郡城里町
  - 常陸大宮市
- 栃木県
  - 芳賀郡茂木町

### 交差する道路
- 茨城県道39号笠間緒川線（常陸大宮市下伊勢畑）

### 沿線
- 那珂川
- 御前山（城里町大字御前山）
- 御前山県立自然公園/御前山青少年旅行村（常陸大宮市下伊勢畑）
- 御前山ダム（常陸大宮市下伊勢畑）
- なかよしキャンプグラウンド（常陸大宮市下伊勢畑）
- 天照神社（常陸大宮市上伊勢畑）
- 片倉山（茨城県常陸大宮市/栃木県芳賀郡茂木町 県界）